# David Solari (futbolista)
David Eduardo Solari Poggio (Barranquilla, Colombia, 21 de marzo de 1986) es un futbolista argentino.

## Trayectoria
Solari ha militado en Venezia y Chioggia Sottomarina (Italia), Independiente de Avellaneda y Olimpo de Bahía Blanca (Argentina), Espoli y Deportivo Azogues (Ecuador). Entre sus logros se destacan la Copa Ciudad de Mar del Plata 2007 con el Club Atlético Independiente, el campeonato local con el Ironi Kiryat Shmona (Israel), la Toto Cup con el Ironi Kyriat Shmona y el subcampeonato de la Copa de Israel con el Ironi Kyriat Shmona.

## Clubes
| Club                      | País      | Año       |
| ------------------------- | --------- | --------- |
| Venezia                   | Italia    | 2002-2003 |
| Chioggia                  | Italia    | 2003-2005 |
| Independiente (cedido)    | Argentina | 2005-2007 |
| Olimpo                    | Argentina | 2008      |
| Espoli                    | Ecuador   | 2008      |
| Deportivo Táchira         | Venezuela | 2009-2010 |
| AEP Paphos                | Chipre    | 2010-2011 |
| Alki Larnaca              | Chipre    | 2011      |
| Ironi Kiryat Shmona       | Israel    | 2012-2013 |
| Ashdod                    | Israel    | 2013-2014 |
| Macabbi Petah Tikva       | Israel    | 2014-2015 |
| Hapoel Afula FC           | Israel    | 2015-2016 |
| Central Córdoba (Rosario) | Argentina | 2016-2017 |
| Enosis Neon Paralimni     | Chipre    | 2017-2018 |
| Othellos Athienou         | Chipre    | 2018-2019 |
| ASIL Lysi                 | Chipre    | 2019-2020 |